# 2008年全米オープン (テニス)
2008年 全米オープン（2008ねんぜんべいオープン、US Open 2008）は、アメリカ・ニューヨークにある「USTA ビリー・ジーン・キング・ナショナル・テニスセンター」にて、2008年8月25日から9月8日にかけて開催された。（大会期間中に雨天順延があったため、男子シングルス決勝が月曜日の9月8日に持ち越された。）

## シニア

### 男子シングルス
ロジャー・フェデラー def.  アンディ・マレー,6–2, 7–5, 6–2
- フェデラーは、2004年から大会5連覇を達成。2003年-2007年のウィンブルドンに続き、2つの4大大会で5連覇を達成した。

### 女子シングルス
セリーナ・ウィリアムズ def.  エレナ・ヤンコビッチ,6–4, 7–5
- セリーナにとって6年ぶり3度目の大会優勝であり、4大大会通算9勝目となった。

### 男子ダブルス
ボブ・ブライアン /  マイク・ブライアン def.  ルーカス・ドロウヒー /  リーンダー・パエス, 7–6(5), 7–6(10)

### 女子ダブルス
カーラ・ブラック /  リーゼル・フーバー def.  リサ・レイモンド /  サマンサ・ストーサー, 6–3, 7–6(6)

### 混合ダブルス
カーラ・ブラック /  リーンダー・パエス def.  リーゼル・フーバー /  ジェイミー・マレー, 7–6(6), 6–4

## ジュニア

### 男子シングルス
グリゴール・ディミトロフ def.  デビン・ブリットン, 6–4, 6–3

### 女子シングルス
ココ・バンダウェイ def.  ガブリエラ・パズ＝フランコ, 7–6(3), 6–1

### 男子ダブルス
Niki Moser /  Cedrik-Marcel Stebe def.  Henri Kontinen /  Christopher Rungkat, 7–6(5), 3–6, 10–8

### 女子ダブルス
ノッパワン・ラトチェワカーン /  Sandra Roma def.  マロニー・バーデット /  スローン・スティーブンス, 6–0, 6–2